# Estatua de Maimónides (Córdoba)
La escultura de Maimónides es un monumento de bronce ubicado en la ciudad española de Córdoba, en la comunidad autónoma de Andalucía. Está dedicada al médico, rabino y filósofo judío sefardí Maimónides, nacido en dicha ciudad en el año 1135 y considerado uno de los mayores estudiosos de la Torá en la época medieval. Se encuentra en la plaza de Tiberíades, nombrada así por ser esta ciudad, en el norte de Israel, donde descansan los restos del filósofo.

## Historia
La pieza fue realizada por el escultor Amadeo Ruiz Olmos el 7 de junio de 1964 en conmemoración de los 760 años de su fallecimiento.Ruiz Olmos había sido galardonado con el Premio Nacional de Esculturay también realizó numerosas obras en la ciudad como el triunfo del puente de San Rafael, el mausoleo de Manolete o la escultura al doctor Emilio Luque apenas unos meses antes. Esta inauguración se aprovechó para la celebración de numerosos actos relacionados con el mundo sefardí, y contó con la presencia de muchos expertos de la obra de Maimónides como Baruj Uslet, David Gonzalo Maesse y Sergio Rabada, así como la cantante sefardí Sofía Noel.
En 2009, el monumento fue restaurado junto con la mayoría de las esculturas de la ciudad.
Los planes para instalar una réplica de esta estatua en la ciudad israelí de Tiberíades se cancelaron después de las protestas de los rabinos locales y los judíos ortodoxos.

## Leyenda
Existen numerosas leyendas sobre si tocas las babuchas o el libro de la escultura de Maimónides, declarando que regresarás a Córdoba o que recibirás su sabiduría. Esto ha producido un evidente desgaste en el bronce que hace que reluzcan.